# II. Tefnaht
II. Tefnaht ókori egyiptomi uralkodó volt Szaisz városában az i. e. 7. század elején. Az egyiptomi XXVI. dinasztiát közvetlenül megelőző ún. protoszaiszi dinasztia tagja.

## Élete
II. Tefnaht főleg Manethón Egyptiacájából ismert, ahol Sztephinatész néven szerepel. Sextus Julius Africanus Manethón műve alapján a XXVI. dinasztia alapítójának nevezi, Caesareai Euszebiosz azonban egy Ammerisz nevű, núbiai származású uralkodót helyez elé. Mindkét történész hét év uralkodási időt tulajdonít Tefnahtnak.
1917-ben Flinders Petrie volt az első, aki felismerte, hogy a Sztephinatész valószínűleg az egyiptomi Tefnaht név görög változata; ő nevezte el II. Tefnahtnak, hogy megkülönböztesse I. Tefnahttól, aki pár évtizeddel korábban szembeszállt a XXV. dinasztia fáraójával, Piyével, majd Sepszeszré Tefnaht néven trónra lépett és megalapította a rövid ideig uralkodó, szaiszi XXIV. dinasztiát.
Kenneth Kitchen feltételezése szerint Tefnaht rokona lehet Bakenranef fáraónak, I. Tefnaht fiának és örökösének, akit valószínűleg Sabaka fáraó ölt meg, hogy helyére a hozzá hű Ammeriszt ültesse kormányzónak. Kitchen szerint így II. Tefnaht gyakorlatilag helyreállította a szaiszi dinasztiát, majd i. e. 695-től 688-ig uralkodott, halála után pedig rokona követte, akit görögül Nekhepszoszként említenek, és az egyiptomi Nikaubával azonosítható. Lehetséges, hogy számos, erre a korszakra datálható szkarabeusz, melyeken a máshonnan nem ismert Menibré és Iribré uralkodói nevek szerepelnek, II. Tefnahtot és Nikaubát említik.
2011-ben Kim Ryholt amellett érvelt, hogy II. Tefnaht fia lehet a későbbi I. Nékó fáraó. Egy tebtuniszi papirusz szerint I. Nékó egy Tefnaht nevű király fia volt, aki a legnagyobb valószínűséggel II. Tefnahttal azonosítható.

## I. és II. Tefnaht

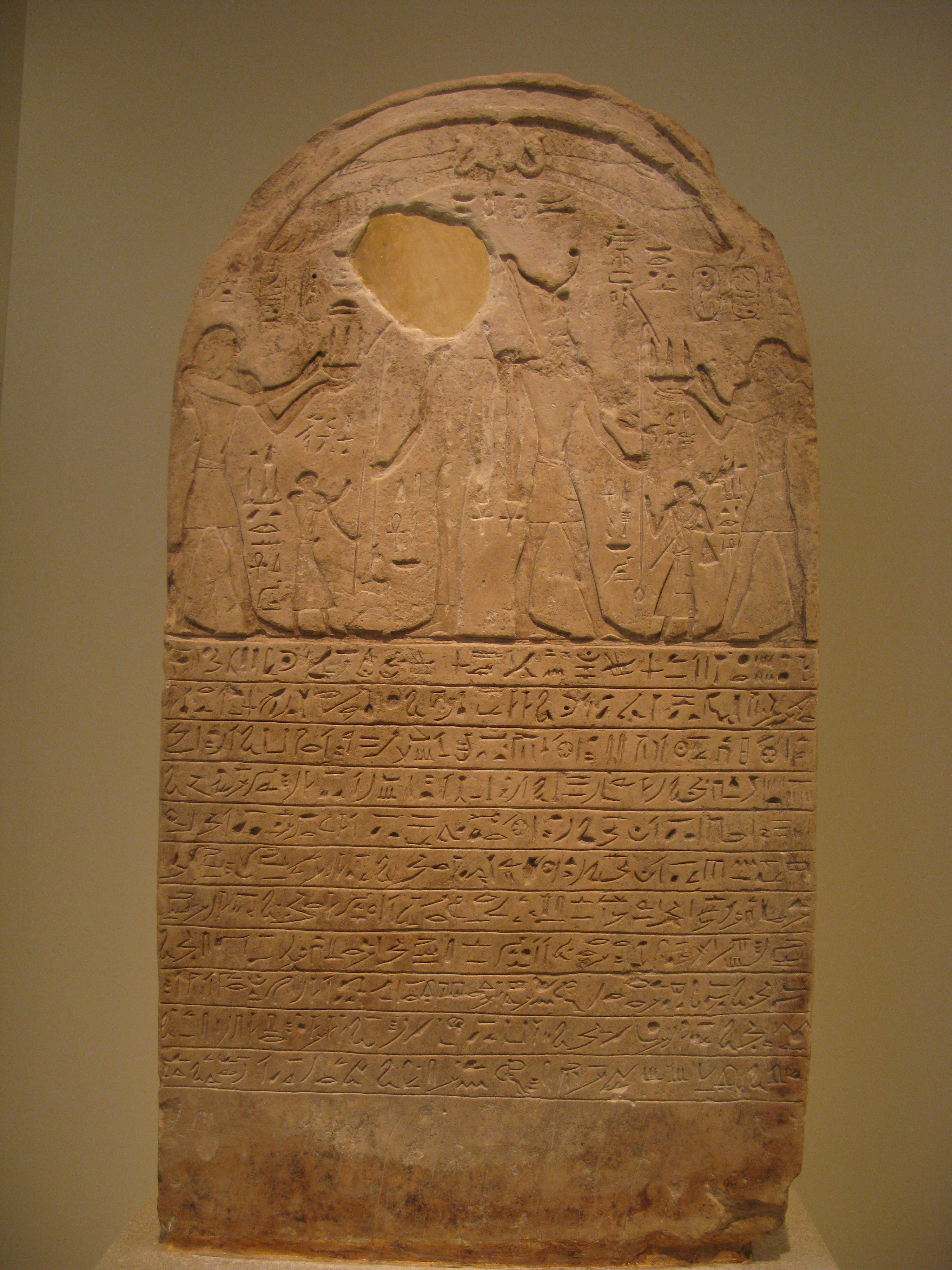
Sztélé Sepszeszré Tefnaht 8. évéből. Oliver Perdu szerint II. Tefnahtról van szó, nem I. Tefnahtról

Amióta Petrie azonosította Sztephinatészt II. Tefnahttal, egyes tudósok megkérdőjelezték I. és II. Tefnaht megkülönböztetését. Wolfgang Helck 1956-ban azonos személyként írt róluk, elméletét azonban Karl-Heinz Priese nem fogadta el, és azt írta, nevüket leszámítva nincs okunk azonosnak tartani II. Tefnahtot I. Tefnahttal. Oliver Perdu azonban stílus-, forma- és tartalombeli hasonlóságokat vett észre a Sepszeszré Tefnaht 8. évéből származó adománysztélé, és egy újonnan előkerült, I. Nékó 2. évében készült adománysztélé között. Ez alapján amellett érvelt, hogy ez a két szaiszi uralkodó időben közelebb uralkodott egymáshoz, mint azt korábban feltételezték, és ez alapján Sepszeszré Tefnaht valójában II. Tefnahttal, nem pedig I. Tefnahttal azonos, tekintve, hogy II. Tefnaht csak pár évvel Nékó előtt élt, I. Tefnaht pedig több évtizeddel korábban. Dan'el Kahn vitába szállt ezzel, és megjegyezte, hogy a Perdu által sorolt epigráfiai kritériumok – például a háromosztatú paróka, a király karcsú alakja, valamint az, ahogy a sólyomfejű isten felemelve tartja fejét a sztélének és az I. Tefnaht korabeli templomi reliefeken – már a XXV. dinasztia korának elején, Piye vagy Sabaka uralkodása alatt megjelenik, sőt, már a V. Sesonk 38. évében I. Tefnaht, Piye riválisa számára készült adománysztélén is.

## Fordítás
- Ez a szócikk részben vagy egészben  a   Tefnakht II című angol Wikipédia-szócikk ezen változatának fordításán alapul.  Az eredeti cikk szerkesztőit annak laptörténete sorolja fel. Ez a jelzés csupán a megfogalmazás eredetét és a szerzői jogokat jelzi, nem szolgál a cikkben szereplő információk forrásmegjelöléseként.